# Тендрінг

Тендрінг на карті графства Ессексу

Тендрінг (англ. Tendring) є місцевим урядовим дистриктом на північному сході графства Ессексу, Англія. 
Він простягається від річки Стаур на півночі країни, на узбережжі і річки Колн на півдні, із розширенням на схід і містом Колчестер на заході. 
Найбільше місто в районі Тендрінг є Клактон-он-Сі, з населенням 53 000.